# Bel Air (Los Angeles)
Bel Air is een rijke en exclusieve woonwijk in het westen van Los Angeles (Californië). Bel Air is vooral bekend vanwege de vele sterren die er wonen. De wijk is ook gebruikt als locatie voor verschillende televisieseries.
Alphonzo E. Bell sr. stichtte de gemeenschap in 1923. Bel Air maakt deel uit van de zogezegde "Platinum Triangle" (Platina Driehoek), een term die verwijst naar de drie aan elkaar grenzende gemeenschappen: twee buurten van Los Angeles (Bel Air en Holmby Hills) en de onafhankelijke stad Beverly Hills.
De gemeenschap, die gelegen is op ongeveer 27 km ten westen van downtown Los Angeles, omvat enkele van de heuvelvoeten van de Santa Monica Mountains en vormt een grens met de noordzijde van UCLA langs Sunset Boulevard. In het midden van de gemeenschap bevindt zich de exclusieve Bel-Air Country Club en het Hotel Bel-Air.
Elvis Presley had in zijn laatste jaren een huis in Bel Air. Ook Ronald Reagan en Nancy Reagan hebben de jaren voor hun dood in Bel Air gewoond.

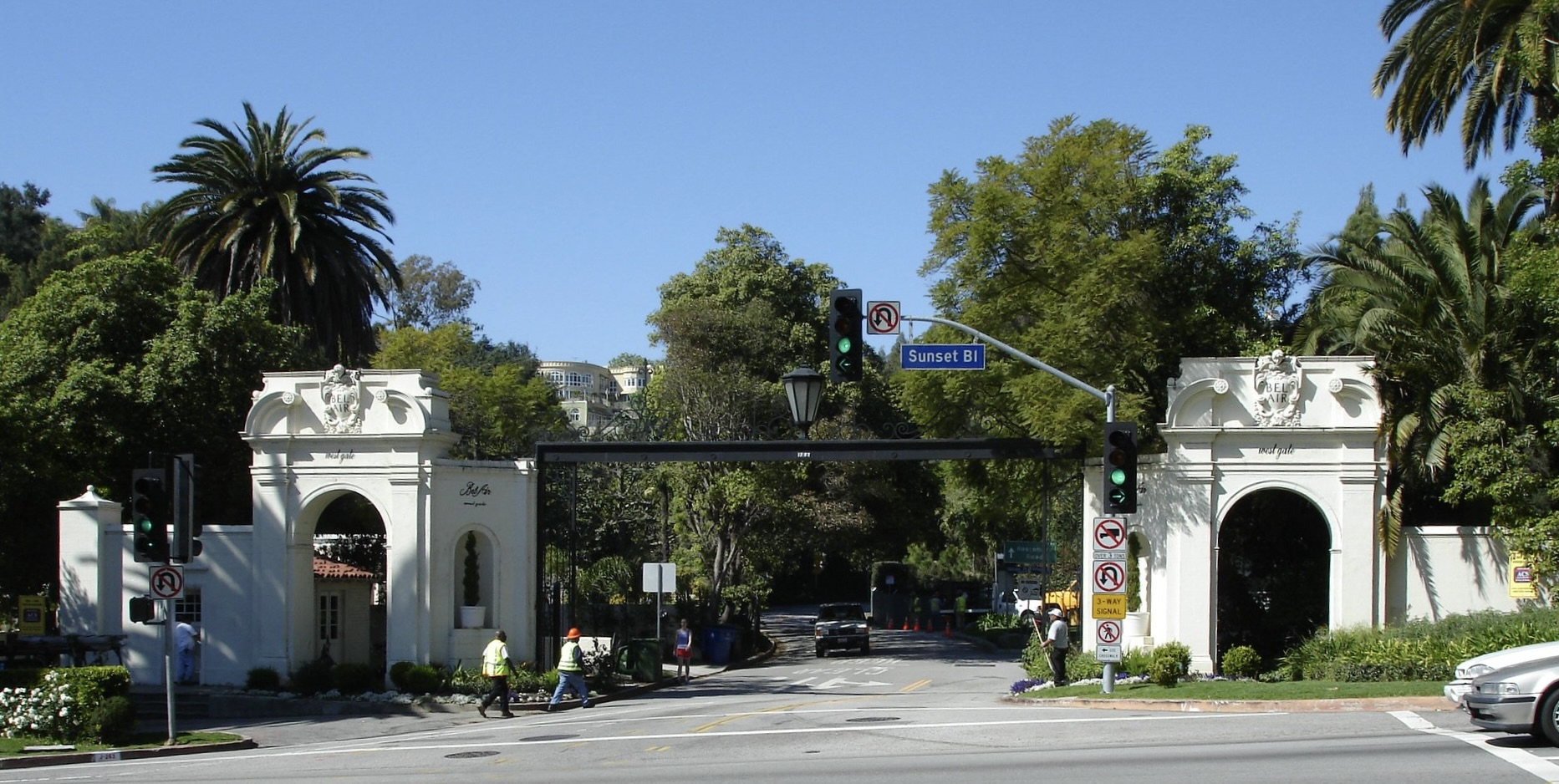
De toegangspoort in het westen van Bel Air aan Sunset en Bellagio